# Peenehagen
Peenehagen is een gemeente in de Landkreis Mecklenburgische Seenplatte in Mecklenburg-Voor-Pommeren. De gemeente ontstond op 1 januari 2012 uit de fusie van de gemeenten Groß Gievitz, Hinrichshagen en Lansen-Schönau. De gemeente wordt door het Amt Seenlandschaft Waren met zetel in de stad Waren bestuurd.

## Referenties

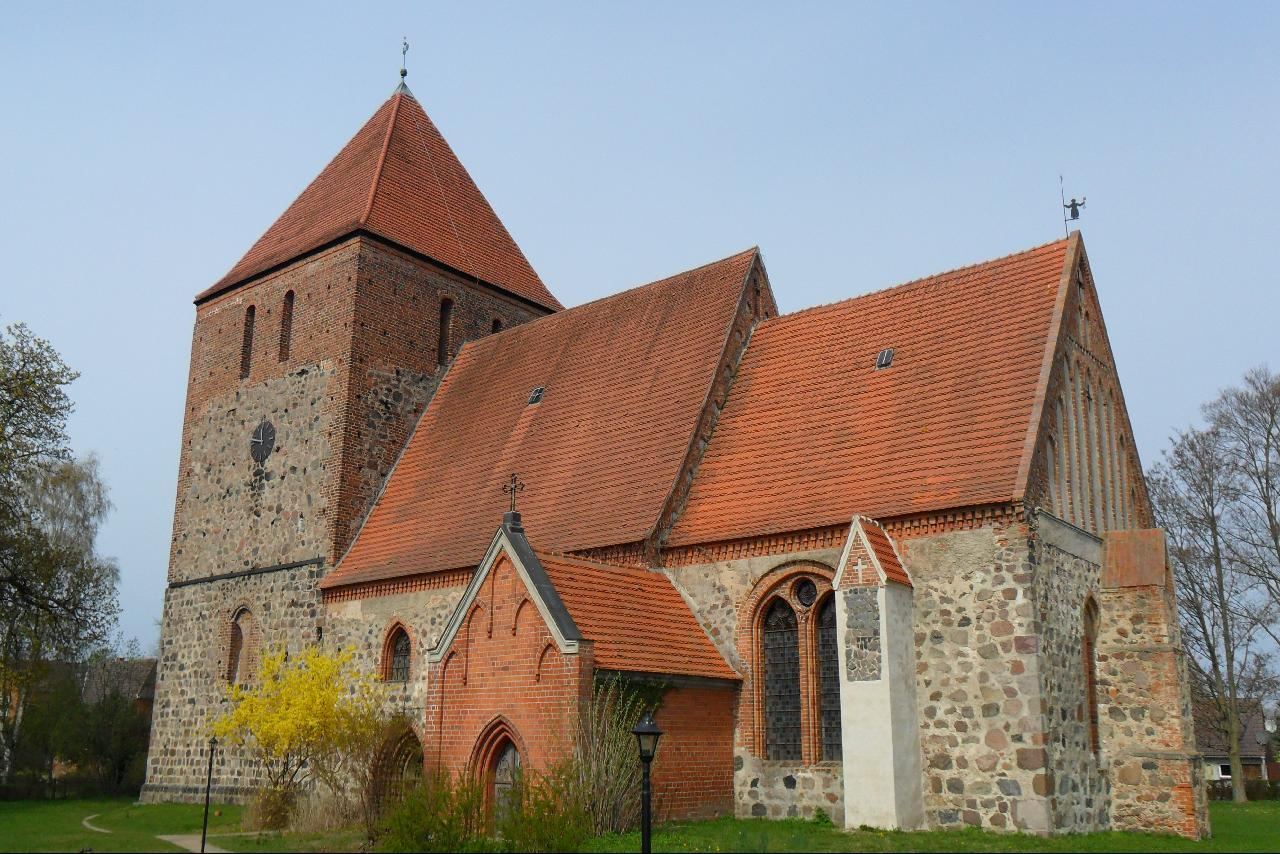
Kerk van Groß Gievitz